# Emma Chambers
Pour les articles homonymes, voir Chambers.
Emma Chambers est une actrice britannique née le 11 mars 1964 à Doncaster (Royaume-Uni) et morte le 21 février 2018 à Lymington (Royaume-Uni).
Elle est connue pour son rôle de Honey Thacker dans le film Coup de foudre à Notting Hill et d'Alice Tinker dans la série The Vicar of Dibley.

## Biographie

### Origines et formation
Emma Chambers est née le 11 mars 1964 à Doncaster,. Elle y étudie à la St. Mary's School, puis poursuit son enseignement secondaire à la St. Swithun's School de Winchester. Elle suit ses études de comédienne à la Webber Douglas Academy of Dramatic Art dans les années 80, en même temps que son condisciple Ross Kemp.

### Carrière
Après quelques petits rôles, comme dans la série The Bill en 1994, Emma Chambers joue le rôle de Chiarty Pecksniff dans l'adaptation télévisée de Martin Chuzzlewit, de Charles Dickens. Ensuite, jusqu'en 2007, elle joue le rôle de Alice Tinker dans les 20 épisodes de la série The Vicar of Dibley (en plus des quatre épisodes spéciaux réalisés au profit de Comic Relief. Sa participation à la série l'amène à remporter le British Comedy Award de la meilleure actrice comique en 1998.
Emma Chambers donne sa voix au personnage de Belle dans les deux saisons de la série animée Pond Life entre 1996 et 2000, puis interprète le rôle de Helen Yardley dans la série How Do You Want Me ?. Elle apparaît ensuite dans le film Coup de foudre à Notting Hill, incarnant Honey, la sœur du personnage principal incarné par Hugh Grant. Elle incarne en 2000 le rôle de Martha Thompson dans une adaptation d'un film de 1970, lui-même adapté du roman Take a Girl like You de Kingsley Amis. Elle est également active dans le domaine des dessins animés, prêtant sa voix à un personnage du Vent dans les Saules en 1995 ainsi qu'à Spotty dans deux épisodes de Little Robots en 2003.
Emma Chambers s'est produite sur les planches dans la décennie précédant sa première apparition télévisée, en jouant notamment dans Tartuffe et Invisible Friends. En 2002, elle participe à la tournée de Benefactors, une pièce de Michael Frayn où elle donne la réplique à Neil Pearson.

### Mort
Elle meurt le 21 février 2018 à Lymington, ville où elle résidait, d'une crise cardiaque.

### Vie privée
Emma Chambers vivait à Lymington avec son époux, l'acteur Ian M. Dunn, avec lequel elle s'était mariée en 1991. Avant son mariage, elle a vécu chez le célèbre acteur Ian McKellen, qu'elle considérait comme une figure paternelle.
Elle souffrait d'allergies chroniques aux animaux et d'asthme.

## Filmographie

### Films
- 1995 : Le Vent dans les saules (film, 1995) (en) : Fille de Jailer (voix)
- 1999 : Coup de foudre à Notting Hill : Honey Thacker

### Séries
- 1988 : The Rainbow (en) : Margaret (2 épisodes)
- 1990 : The Bill : Marie Summers (2 épisodes)
- 1994 : Martin Chuzzlewit (série) (en) : Charity Pecksniff (6 épisodes, rôle régulier)
- 1994-2007 : The Vicar of Dibley : Alice Tinker (20 épisodes, rôle régulier)
- 1996 : Drop the Dead Donkey (en) : Carol (épisode What Are Friends For?)
- 1996-2000 : Pond Life (série) (en) : Belle (voix, 21 épisodes, rôle régulier)
- 1998-1999 : How Do You Want Me? (en) : Helen Yardley (11 épisodes, rôle régulier)
- 2000 : Take a Girl Like You (en) : Martha Thompson (2 épisodes)
- 2003 : Little Robots : Spotty (voix)

## Théâtre
- 2002 : Benefactors (en) : Sheila

## Récompense
- 1998 : British Comedy Awards : Meilleure actrice de série comique (pour The Vicar of Dibley)